# Bernard St. Ange
Bernard St. Ange (6 agosto 1981) è un calciatore seychellese, centrocampista del St. Michel United e della nazionale di calcio delle Seychelles.